# Balleny Seamounts
Koordinaten: 65° 30′ S, 161° 0′ W
Die Balleny Seamounts sind Tiefseeberge  im Südlichen Ozean nördlich des Rossmeers.
Namensgeber der vom Advisory Committee on Undersea Features (ACUF) im Juni 1988 bestätigten Benennung sind die benachbarten Balleny-Inseln.